# امیل بریه
امیل بریه (به فرانسوی: Émile Bréhier)‏ (۱۲ آوریل ۱۸۷۶ در بار-لو-دوک- ۳ فوریه ۱۹۵۲ در پاریس) فیلسوف فرانسوی و یکی از تاریخ‌دانان برجسته فلسفه غرب است. او همواره در تلاش بود تا یکی ازجامع‌ترین و مستندترین مجموعه‌های "تاریخ فلسفه" غرب را جمع آوری کند و با استناد به پیشینهٔ اندیشهٔ کهن غرب، تحقیقات خود را بر فلسفهٔ یونانی (به ویژه فلسفه رواقی و نوافلاطونی) متمرکز سازد تا بدین وسیله موضوعات تاریخ‌مدار و سنت فلسفهٔ غرب را بر خاستگاهی تاریخی- انتقادی تبیین کند.

## آثار
مهم‌ترین اثر او، «تاریخ فلسفه» (بریه) (۱۹۲۱) است که در هفت جلد نگاشته شده‌است. این اثر در دو بخش مجزا تألیف شده که بخش اول آن در سه مجلد دورهٔ یونانی، دورهٔ انتشار فرهنگ یونانی و دورهٔ رومی، قرون وسطی و دورهٔ تجدد چاپ شده‌است. بخش دوم آن با تمرکز بر تاریخ فلسفهٔ جدید، مشتمل بر چهار مجلد تاریخ فلسفه قرن هفدهم، قرن هجدهم، قرن نوزدهم (نظام‌های فکری ۱۸۰۰ تا ۱۸۵۰) و قرن نوزدهم (دورهٔ نظام‌های پس از ۱۸۵۰) و قرن بیستم است.
بخش‌های هفت‌گانهٔ مذکور با دو ضمیمهٔ «فلسفه شرق» و «فلسفه بیزانس» که دوستان بریه تألیف کردند، تکمیل شد و بدین ترتیب یکی از مهم‌ترین آثار تاریخ فلسفهٔ عمومی به زبان فرانسوی منتشر شد. 
جلد پنجم (قرن هجدهم) با موضوعات طرح شده در جلد ششم تاریخ فلسفه کاپلستون ارتباط نزدیکی دارد با این تفاوت که کاپلستون تمرکز خود را بیشتر بر کانت متمرکز کرده بود و بریه در پی تبیین شرح مبسوط‌تری از فلسفه قرن هجدهم بود.

## ترجمه به فارسی
برگردان فارسی شش جلد نخست از مجموعهٔ مزبور را علی‌مراد داوودی، یحیی مهدوی و اسماعیل سعادت انجام داده‌اند.
- ب‍ری‍ه‌، ام‍ی‍ل‌، ت‍اری‍خ‌ ف‍ل‍س‍ف‍ه‌ (ج‌. ۱: در دورۀ ی‍ون‍ان‍ی‌)، ت‍رج‍م‍ۀ ع‍ل‍ی‌م‍راد داودی، تهران: دانشگاه تهران، مؤسسۀ انتشارات و چاپ، ۱۳۵۲؛ ت‍ه‍ران‌: م‍رک‍ز ن‍ش‍ر دان‍ش‍گ‍اه‍ی‌، ۱۳۷۴.
- ب‍ری‍ه‌، ام‍ی‍ل‌، ت‍اری‍خ‌ ف‍ل‍س‍ف‍ه‌ (ج‌. ۲: در دورۀ ان‍ت‍ش‍ار ف‍ره‍ن‍گ‌ ی‍ون‍ان‍ی‌ و دوره‌ روم‍ی‌)، ت‍رج‍م‍ۀ ع‍ل‍ی‌م‍راد داودی، تهران: دانشگاه تهران، مؤسسۀ انتشارات و چاپ، ۱۳۵۵؛ ت‍ه‍ران‌: م‍رک‍ز ن‍ش‍ر دان‍ش‍گ‍اه‍ی‌، ۱۳۷۴.
- ب‍ری‍ه‌، ام‍ی‍ل‌، ت‍اری‍خ‌ ف‍ل‍س‍ف‍ه‌: ق‍رون‌ وس‍طی‌ و دورۀ ت‍ج‍دد، ت‍رج‍م‍ه‌ و ت‍ل‍خ‍ی‍ص‌ ی‍ح‍ی‍ی‌ م‍ه‍دوی، ت‍ه‍ران‌: خ‍وارزم‍ی‌، ۱۳۷۷.
- ب‍ری‍ه‌، ام‍ی‍ل‌، ت‍اری‍خ‌ ف‍ل‍س‍ف‍ۀ ق‍رن‌ ه‍ف‍ده‍م‌، ت‍رج‍م‍ۀ اس‍م‍اع‍ی‍ل‌ س‍ع‍ادت، ت‍ه‍ران‌: ه‍رم‍س‌ ‏‫، ۱۳۸۵.‬
- ب‍ری‍ه‌، ام‍ی‍ل‌، تاریخ فلسفۀ قرن هجدهم، ترجمۀ اسماعیل سعادت، تهران: هرمس‏‫، ۱۳۹۰.‬
- ب‍ری‍ه‌، ام‍ی‍ل‌، تاریخ فلسفه: قرن نوزدهم دورۀ نظام‌ها (۱۸۰۰-۱۸۵۰)، ترجمۀ اسماعیل سعادت، تهران: هرمس‏‫، ۱۳۹۷.‬